# Protohermes grandis
Protohermes grandis là một loài côn trùng trong họ Corydalidae thuộc bộ Megaloptera. Loài này được Thunberg miêu tả năm 1781.

## Hình ảnh

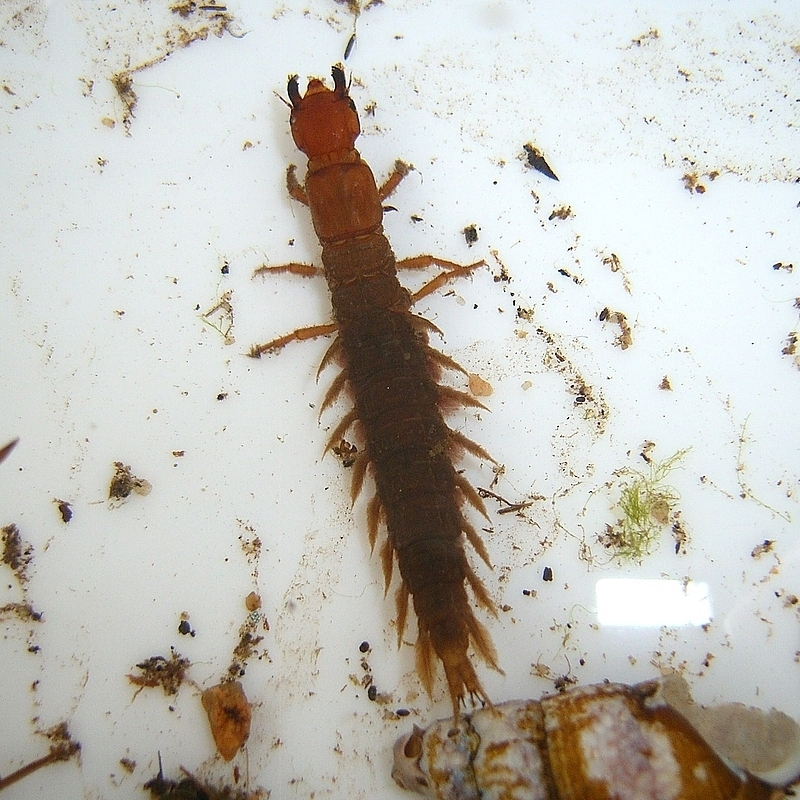